# Louis Garneau Sports
Louis Garneau Sports (рус. Луи́ Гарно́ Спор) — канадское предприятие по производству спортивных принадлежностей. Основано в 1984 квебекским велосипедистом Луи Гарно. Предприятие базируется в Сент-Огюстен-де-Деморе в Квебеке, а его товары используются по всему миру. Предприятие специализируется на производстве спортивных товаров и является основоположником понятия Ergo-Air.